# Château de la Patrière
 (novembre 2024).
Le château de la Patrière un château et un domaine situés à Courbeveille, dans le département français de la Mayenne, à 2 km au nord du bourg.

## Histoire
Seigneurie mouvante de la châtellenie de Courbeveille, qui n'avait d'abord que justice foncière, mais que Guy XVII de Laval, par acte du 15 février 1546, érigea en châtellenie relevant immédiatement du Comté de Laval.
Du reste, le seigneur de la Patrière se contenta du titre honorifique, sans réclamer les droits utiles, foires, droits de sceaux. Avant cette érection, il pouvait être présent quand le seigneur de Courbeveille marquait les mesures de ses sujets et y mettre son merc après luy et, quand elles sont marquées celui qui la prend, paie une mesure comble de seigle dont le sieur de la Patrière prend ce que la radouère en abat et le seigneur de Courbeveille le demourant. Le sieur de la Patrière gardait aussi les prisonniers un jour et une nuit, avant de les remettre au château de Courbeveille. Il pouvait gracier les chaudronniers condamnés à mort et ceux de cette corporation qui passaient à deux lieues du manoir, y venaient offrir leurs services et attachaient au portail une pierre avec trois clous. Envers le comte de Laval, il devait garde au château et une laudée de pain blanc de froment à Noël et Pâques fleuries.
L'hébergement, motte et douves environ, signalé en 1418, devint dans la suite une place forte. Une chapelle fondée de trois messes par semaine en 1490 et dotée spécialement du quart de la dîme d'Azé, était délaissée au milieu du XVIIIe siècle et totalement en ruine en 1791.
Parmi les titulaires :
- Le Tellier, curé d'Apremont près de Chantilly, mort en 1740 ;
- Mathurin-Jacques Périer de la Bizardière, qui possédait plusieurs liasses de baux du temporel et d'actes de provisions, 1740 ;
- François-César d'Aubert, 1772, mort chanoine de Saint-Tugal de Laval, 1782 ;
- Alexandre-Guillaume Coustard, du diocèse d'Angers, élève au Collège de La Flèche, 1786.

## Huitième guerre de religion (1585–1598)
La place appartenait pendant les guerres de religion à un calviniste militant, mais elle était dans le voisinage de Craon, et Pierre Le Cornu juge bon de s'en emparer, non seulement pour s'y ravitailler ou pour ravager un poste ennemi, mais pour y établir une grande et forte garnison. Elle était à la fin de l'année 1590 sous les ordres du Capitaine Picaignes. Le 15 décembre, Brandelis de Champagne, marquis de Villaines s'y présenta avec des forces considérables et quatre canons. Mais le château était tel qu'il eût pu, dit-on, l'arrêter quinze jours ou trois semaines. Le marquis préféra négocier, fit venir le capitaine qui consentit à sortir avec les armes, la mesche estainte et a estre reconduit à Craon. Mais les royaux ne gardèrent pas leur conquête. Monseigneur de Ballée, premier capitaine de Mgr du Boisdauphin prit la place pour la seconde fois et ceux de dedans rendirent à discrétion, le 17 avril 1591.

## Château moderne
En 1854, le comte de la Barre a fait reconstruire le château. Précédemment on y voyait quatorze tours, flanquant l'édifice ou fortifiant l'enceinte. Il est mansardé, flanqué de pavillons à frontons triangulaires ; avant-corps couronné d'une lanterne ; tour isolée à toiture en poivrière ; passerelles sur les douves.

## Liste des seigneurs

### Famille L'Enfant

Armes de L'Enfant de la Patrière

- Jean L'Enfant, qui avait servi à la bataille d'Auray, en 1364, reçut en récompense de Jean de Laval-Châtillon, les épaves de la châtellenie de Courbeveille ;
- Jean l'Enfant, le premier de la famille qui soit recommandé avec Jeanne de Bonne, sa femme, au prône de Courbeveille, servait dans la compagnie de Guy XIII de Laval en 1411 ;
- Ambroise L'Enfant, marié avant 1399 à Guillemette de Thubœuf, avait cette épitaphe dans l'église de Courbeveille :

Cy gist messire Ambroise Lenfant ;
Chevalier fut en son vivant ;
De Cimbré, la Patrière ,
Seigneur. faisons pour luy prière.
Mil C.C.C.C. quarante cinq
La sainte terre son corps joint,
Et Guillemette, son espouse,
Dame de Tuboeuf, cy repouse
Mil C.C.C.C. soixante six.
Leurs âmes soient ès cieux ravis.
Amen, Pater, Ave
- Guillaume L'Enfant, mari d'Isabeau de Brée, 1444, 1447. Ils eurent Guyon l'Enfant, chevalier, qui suit ; Anne l'Enfant qui prit alliance avec René le Cornu, fils aîné de Jean le Cornu, chevalier, seigneur du Plessis et de la Barbottière et de Jeanne Geré ; Guillemette l'Enfant qui épousa le 25 août 1485, Pierre du Boisjourdan[2], chevalier, seigneur de Montavallon, etc. Elle reçut de Guyon, son frère, le 4 novembre 1485, 200 écus d'or qui lui revenaient de la succession de leurs parents. Elle fut mère de Philippe du Boisjourdan, marié le 2 février 1506 (v.s .) à Anne Le Maczon, fille de Thibault, seigneur de l'Aunay ;
- Guyon L'Enfant, 1460, épouse en 1479 Jeanne de Chivré, partage ses puînés en 1488 et vivait en 1493 ;
- André L'Enfant, capitaine de Montjean, 1504, mari de Jeanne Belault, fille d'Antoine de la Cour-Belaut, qui convola avec Jean de Boisguyon. Philippe du Boisjourdan était curateur des enfants de la Patrière en 1526 ;
- Georges L'Enfant, lieutenant d'une compagnie de 50 lances sous Guy XVII de Laval, mari de Françoise du Plessis, grand-tante du cardinal Richelieu, veuve en 1567 ;
- Pyrrhus L'Enfant, ou Pierre L'Enfant ;
- Jacques L'Enfant abjura le protestantisme le 23 octobre 1609, fut chevalier de l'ordre du roi, épousa Françoise d'Allonville ;
- Jacques L'Enfant, resté fils aîné, épousa par contrat du 13 juin 1648, passé à Furnes en Flandre, Catherine Coustureau, fut aide de camp des armées du roi et maître ordinaire de son hôtel, demeurait à Durtal et laissa saisir et vendre la Patrière dont il fit pourtant le retrait au nom de Jean, son fils aîné, 1666 ;
- Jean L'Enfant, qui habita par intermittence la Patrière, laissa pour héritier après 1711, Jacques-François L'Enfant, son frère, qui donna 3 000 livres à sa sœur, Catherine L'Enfant, veuve de Jean Le Mercier, sieur de Cottavy, et vendit la Patrière en 1718 à François Berset des Allerais, juge criminel à Laval. Elle se déclare héritière de François L'Enfant, son frère, seigneur de la Patrière, mort à Paris, depuis un mois et demi ;

### Famille d'Aubert
- François-Marie-Charles d'Aubert, seigneur de l'Aunay de Beaulieu, époux de Marie-Anne-Thérèse Berset, 1740 ;
- Louis-Marie-Charles d'Aubert, de la Patrière, officier au régiment de Condé-Infanterie, épouse le 23 juillet 1772 Rose-Françoise des Vaux ;
- François-Charles-César d'Aubert, mari de Louise-Jeanne Coustard, 1792, dont descendait Louise-Françoise d'Aubert, femme de François-Marie-Louis-Paul de la Barre, chevalier de Saint-Louis.